# 复合性原理
在数学、语义学和语言哲学中，复合性原理是指，一个复杂表达式的意义是由其各组成部分的意义以及用以结合它们的规则来决定的。 
复合性原理认为，在有意义的句子中，如果实词部分被从句子中脱离出去，所剩下的东西就是复合的规则。例如句子“苏格拉底是哲學家”。一旦有意义的词法项“苏格拉底”和“哲學家”被取走，剩下了伪句子“苏是哲”。其作用为描述「苏」和「哲」之关系。
这常意味着每个语法运算均应与一个语义运算相对应，后者作用于由该语法运算结合的各组成部分的意义之上。作为构造语义理论的原理，在唐纳德·戴维森的有影响力的语言哲学著作中，它一般意味着所有的语法构造应当关联着T-模式的从句，它带有在指定整个表达式如何通过语法规则构造自组件的语义中的一个算子。在某些一般数学理论（特别是符合蒙塔古語法传统的）中，这个原理意味着要理解一种语言，则必须给出其语法表现及其语义对象的代数结构之间的同态。
这个原理有时叫做弗雷格原理，因为普遍认为弗雷格首先公式化了它。然而，这个想法已经在印度文法哲学家如耶斯迦之著作中出現，還出現在柏拉圖著作如泰阿泰德篇之中。
复合性原理以类似的形式存在于指称语义中。语义学不仅仅讨论词义，还探讨一些词如何互相组合，并以此来给出一个语句的完整的意义解释。在语义学中，这一概念也可以被叫做“组合原则”（principle of compositionality)，因为其研究义位组合的意义。